# Elezioni regionali in Molise del 1985
Le elezioni regionali in Molise del 1985 si tennero il 12 e 13 maggio.

## Risultati elettorali
| Liste                                                  | Voti    | %     | Seggi |
| ------------------------------------------------------ | ------- | ----- | ----- |
| Democrazia Cristiana (DC)                              | 122.268 | 56,49 | 18    |
| Partito Comunista Italiano (PCI)                       | 35.097  | 16,22 | 5     |
| Partito Socialista Italiano (PSI)                      | 22.173  | 10,24 | 3     |
| Partito Socialista Democratico Italiano (PSDI)         | 10.648  | 4,92  | 1     |
| Movimento Sociale Italiano - Destra Nazionale (MSI-DN) | 8.866   | 4,10  | 1     |
| Partito Repubblicano Italiano (PRI)                    | 7.436   | 3,44  | 1     |
| Partito Liberale Italiano (PLI)                        | 6.524   | 3,01  | 1     |
| Democrazia Proletaria (DP)                             | 2.278   | 1,05  | -     |
| Alleanza Italiana Pensionati-Liga Veneta (AIP-ŁV)      | 813     | 0,38  | -     |
| Union Valdôtaine-Partito Democratico-UPAP-Ecologia     | 336     | 0,16  | -     |
| Totale                                                 | 216.439 |       | 30    |

| Riepilogo dei seggi | Riepilogo dei seggi | Riepilogo dei seggi | Riepilogo dei seggi | Riepilogo dei seggi | Riepilogo dei seggi | Riepilogo dei seggi |
| ------------------- | ------------------- | ------------------- | ------------------- | ------------------- | ------------------- | ------------------- |
|                     |                     |                     |                     |                     |                     |                     |
| PCI                 | 5                   | ━                   |                     | PSI                 | 3                   | ━                   |
| PSDI                | 1                   | ▼ 1                 |                     | PRI                 | 1                   | ━                   |
| DC                  | 18                  | ▲ 1                 |                     | PLI                 | 1                   | ━                   |
| MSI-DN              | 1                   | ━                   |                     |                     |                     |                     |